# Deuxième tour de la ligue mondiale de hockey sur gazon masculin 2016-2017
Navigation
2014-2015
Le deuxième tour de la Ligue mondiale de hockey sur gazon masculin 2016-2017 a eu lieu en mars et avril 2017.
Un total de 24 équipes en compétition réparties en 3 groupes de 8 équipes dans cette manche du tournoi joué pour 8 places aux demi-finales qui seront jouées du 15 juin au 23 juillet à Londres en Angleterre et à Johannesbourg en Afrique du Sud.

## Équipes qualifiées
Huit équipes entre la douzième et la vingtième place du classement mondial courant à l'heure de recherches d'entrées pour la compétition automatiquement qualifiées. Pourtant, l'Afrique du Sud a été choisie pour organiser la demi-finale, par conséquent exempté de la deuxième manche et laissant sept équipes qualifiées. S'ajoutent quatorze équipes qualifiées venant du premier tour et trois pays hôtes.
| Événement                                                                | Dates                         | Lieu               | Qualifiés                                          | Rang FIH             |
| ------------------------------------------------------------------------ | ----------------------------- | ------------------ | -------------------------------------------------- | -------------------- |
| Pays hôtes                                                               | Pays hôtes                    | Pays hôtes         | Irlande Bangladesh Trinité-et-Tobago               | 10 32 33             |
| Classement mondial                                                       | Classement mondial            | Classement mondial | Canada Malaisie Japon France Pologne Égypte Russie | 11 13 16 17 19 20 22 |
| Premier tour de la ligue mondiale de hockey sur gazon masculin 2016-2017 | 9 - 17 avril 2016             | Singapour          | Chine Sri Lanka                                    | 18 41                |
| Premier tour de la ligue mondiale de hockey sur gazon masculin 2016-2017 | 28 juin - 2 juillet 2016      | Suva               | Fidji                                              | 44                   |
| Premier tour de la ligue mondiale de hockey sur gazon masculin 2016-2017 | 30 août - 4 septembre 2016    | Prague             | Ukraine Italie                                     | 24 35                |
| Premier tour de la ligue mondiale de hockey sur gazon masculin 2016-2017 | 6 - 11 septembre 2016         | Glasgow            | Écosse Suisse Pays de Galles                       | 27 30 34             |
| Premier tour de la ligue mondiale de hockey sur gazon masculin 2016-2017 | 9 - 11 septembre 2016         | Antalya            | Autriche Oman                                      | 21 31                |
| Premier tour de la ligue mondiale de hockey sur gazon masculin 2016-2017 | 9 - 11 septembre 2016         | Accra              | Ghana                                              | 38                   |
| Premier tour de la ligue mondiale de hockey sur gazon masculin 2016-2017 | 27 septembre - 2 octobre 2016 | Salamanca          | États-Unis Barbade                                 | 29 49                |
| Premier tour de la ligue mondiale de hockey sur gazon masculin 2016-2017 | 1er - 9 octobre 2016          | Chiclayo           | Chili                                              | 26                   |

## Dacca
Toutes les heures correspondent à l'heure normale du Bangladesh (UTC+6)

### Arbitres
Voici les 10 arbitres nommés par la Fédération internationale de hockey sur gazon:
- Shahbaz Ali
- Zeke Newman
- Ilanggo Kanabathu
- Puvalagan Paskaran
- Tao Zhinan
- Sherif Elamari
- Khalil Al Balushi
- Alfred Akrong
- Dayan Dissanayake
- Harry Heritage

### Premier tour

#### Poule A
| Rang | Équipe     | J | V | N | SO | P | BP | BC | Diff | Pts |
| ---- | ---------- | - | - | - | -- | - | -- | -- | ---- | --- |
| 1    | Malaisie   | 3 | 3 | 0 | 0  | 0 | 20 | 2  | +18  | 9   |
| 2    | Oman       | 3 | 2 | 0 | 0  | 1 | 11 | 8  | +3   | 6   |
| 3    | Bangladesh | 3 | 1 | 0 | 0  | 2 | 7  | 7  | 0    | 3   |
| 4    | Fidji      | 3 | 0 | 0 | 0  | 3 | 2  | 23 | -21  | 3   |

Source: FIH
En cas d'égalité de points de plusieurs équipes à l'issue des matchs de poule, les critères suivants sont appliqués dans l'ordre indiqué pour établir leur classement:
1. Points,
2. Différence de buts,
3. Buts marqués,
4. Face à face.

| 4 mars 2017 | Oman                                                                                    | 7 - 0   | Fidji |                                          |                                          |
| 13h45       | Al Shatari 24e · Bait Jandal 27e, 38e, 46e · Rajab 35e · Al Shibli 45e · Al Nasseri 58e | (2 - 0) |       | Arbitrage : Tao Zhinan Dayan Dissanayake | Arbitrage : Tao Zhinan Dayan Dissanayake |
| 13h45       | Rapport                                                                                 |         |       | Arbitrage : Tao Zhinan Dayan Dissanayake | Arbitrage : Tao Zhinan Dayan Dissanayake |

|       | Bangladesh | 0 - 3   | Malaisie                         |                                        |                                        |
| 16h00 |            | (0 - 2) | 5e Marhal · 19e Azri · 54e Aiman | Arbitrage : Zeke Newman Sherif Elamari | Arbitrage : Zeke Newman Sherif Elamari |
| 16h00 | Rapport    |         |                                  | Arbitrage : Zeke Newman Sherif Elamari | Arbitrage : Zeke Newman Sherif Elamari |

| 4 mars 2017 | Malaisie                                                   | 6 - 1   | Oman          |                                    |                                    |
| 13h45       | Shahril 11e · Razie 26e · Tengku 33e, 48e · Aiman 42e, 53e | (2 - 0) | 37e Al Lawati | Arbitrage : Zeke Newman Tao Zhinan | Arbitrage : Zeke Newman Tao Zhinan |
| 13h45       | Rapport                                                    |         |               | Arbitrage : Zeke Newman Tao Zhinan | Arbitrage : Zeke Newman Tao Zhinan |

|       | Bangladesh                                       | 5 - 1   | Fidji     |                                          |                                          |
| 16h00 | Chayan 26e, 51e · Mahmud 37e, 41e · A. Islam 58e | (1 - 0) | 32e Dutta | Arbitrage : Sherif Elamari Alfred Akrong | Arbitrage : Sherif Elamari Alfred Akrong |
| 16h00 | Rapport                                          |         |           | Arbitrage : Sherif Elamari Alfred Akrong | Arbitrage : Sherif Elamari Alfred Akrong |

| 7 mars 2017 | Malaisie                                                                                  | 11 - 1  | Fidji       |                                          |                                          |
| 09h15       | Shahril 2e, 12e, 23e, 59e · Rashid 3e, 22e · Tengku 10e · Fitri 11e, 55e, 58e · Razie 17e | (8 - 1) | 29e Edwards | Arbitrage : Sherif Elamari Alfred Akrong | Arbitrage : Sherif Elamari Alfred Akrong |
| 09h15       | Rapport                                                                                   |         |             | Arbitrage : Sherif Elamari Alfred Akrong | Arbitrage : Sherif Elamari Alfred Akrong |

|       | Bangladesh             | 2 - 3   | Oman                                             |                                    |                                    |
| 16h00 | Chayan 9e · Sarkar 17e | (2 - 3) | 15e Bait Jandal · 25e Al Hasani · 26e Al Batashi | Arbitrage : Zeke Newman Tao Zhinan | Arbitrage : Zeke Newman Tao Zhinan |
| 16h00 | Rapport                |         |                                                  | Arbitrage : Zeke Newman Tao Zhinan | Arbitrage : Zeke Newman Tao Zhinan |

#### Poule B
| Rang | Équipe    | J | V | N | SO | P | BP | BC | Diff | Pts |
| ---- | --------- | - | - | - | -- | - | -- | -- | ---- | --- |
| 1    | Chine     | 3 | 2 | 1 | 0  | 0 | 14 | 6  | +8   | 7   |
| 2    | Égypte    | 3 | 1 | 2 | 2  | 0 | 9  | 5  | +4   | 7   |
| 3    | Ghana     | 3 | 1 | 1 | 0  | 1 | 9  | 12 | -3   | 4   |
| 4    | Sri Lanka | 3 | 0 | 0 | 0  | 3 | 7  | 16 | -9   | 0   |

Source: FIH
En cas d'égalité de points de plusieurs équipes à l'issue des matchs de poule, les critères suivants sont appliqués dans l'ordre indiqué pour établir leur classement:
1. Points,
2. Différence de buts,
3. Buts marqués,
4. Face à face.

| 4 mars 2017 | Chine                                                                       | 7 - 3   | Ghana                        |                                                  |                                                  |
| 09h15       | E Wenl. 3e, 53e · Du T. 12e · E L. 15e · Su L. 21e · Guo J. 42e · Ao S. 58e | (4 - 1) | 23e, 56e Baiden · 33e Botsio | Arbitrage : Puvalagan Paskaran Khalil Al Balushi | Arbitrage : Puvalagan Paskaran Khalil Al Balushi |
| 09h15       | Rapport                                                                     |         |                              | Arbitrage : Puvalagan Paskaran Khalil Al Balushi | Arbitrage : Puvalagan Paskaran Khalil Al Balushi |

|       | Égypte                                                      | 6 - 2   | Sri Lanka                      |                                           |                                           |
| 11h30 | Sayed 15e, 59e · Ghabran 23e, 56e · Elnaggar 52e · Adel 58e | (2 - 0) | 41e Mulafar · 58e Nuwarapaksha | Arbitrage : Shahbaz Ali Ilanggo Kanabathu | Arbitrage : Shahbaz Ali Ilanggo Kanabathu |
| 11h30 | Rapport                                                     |         |                                | Arbitrage : Shahbaz Ali Ilanggo Kanabathu | Arbitrage : Shahbaz Ali Ilanggo Kanabathu |

| 5 mars 2017 | Ghana                                        | 5 - 4   | Sri Lanka                                                     |                                        |                                        |
| 09h15       | Botsio 8e, 24e, 57e · Akaba 25e · Baiden 26e | (4 - 1) | 9e Rathnayaka · 43e Doranegala · 43e Fernando · 46e Hendeniya | Arbitrage : Shahbaz Ali Harry Heritage | Arbitrage : Shahbaz Ali Harry Heritage |
| 09h15       | Rapport                                      |         |                                                               | Arbitrage : Shahbaz Ali Harry Heritage | Arbitrage : Shahbaz Ali Harry Heritage |

|       | Chine                                         | 2 - 2             | Égypte                                            |                                                 |                                                 |
| 11h30 | Guo J. 3e · Du T. 9e                          | (2 - 1)           | 28e Elnaggar · 53e Mamdouh                        | Arbitrage : Ilanggo Kanabathu Khalil Al Balushi | Arbitrage : Ilanggo Kanabathu Khalil Al Balushi |
| 11h30 | Rapport                                       |                   |                                                   | Arbitrage : Ilanggo Kanabathu Khalil Al Balushi | Arbitrage : Ilanggo Kanabathu Khalil Al Balushi |
| 11h30 | E L. · Ao S. · Guo Z. · Guo X. · Du C. · E L. | Tirs au but 2 - 3 | Mamdouh · Sayed · Adel · Elhady · Mansour · Sayed | Arbitrage : Ilanggo Kanabathu Khalil Al Balushi | Arbitrage : Ilanggo Kanabathu Khalil Al Balushi |

| 7 mars 2017 | Chine                                               | 5 - 1   | Sri Lanka      |                                               |                                               |
| 11h30       | Guo Z. 6e, 44e · Guo X. 10e · Du T. 41e · Du C. 55e | (2 - 1) | 11e Kulathunga | Arbitrage : Puvalagan Paskaran Harry Heritage | Arbitrage : Puvalagan Paskaran Harry Heritage |
| 11h30       | Rapport                                             |         |                | Arbitrage : Puvalagan Paskaran Harry Heritage | Arbitrage : Puvalagan Paskaran Harry Heritage |

|       | Égypte                                     | 1 - 1             | Ghana                               |                                           |                                           |
| 13h45 | Mamdouh 23e                                | (1 - 0)           | 34e Botsio                          | Arbitrage : Shahbaz Ali Ilanggo Kanabathu | Arbitrage : Shahbaz Ali Ilanggo Kanabathu |
| 13h45 | Rapport                                    |                   |                                     | Arbitrage : Shahbaz Ali Ilanggo Kanabathu | Arbitrage : Shahbaz Ali Ilanggo Kanabathu |
| 13h45 | Sayed · El-Hady · Mamdouh · Atef · Mansour | Tirs au but 4 - 2 | L. Damalie · Baiden · Abbiw · Opoku | Arbitrage : Shahbaz Ali Ilanggo Kanabathu | Arbitrage : Shahbaz Ali Ilanggo Kanabathu |

### Deuxième tour
|  | Quarts de finale | Quarts de finale |          |        | Demi-finales           | Demi-finales |  |  | Finale | Finale |
|  | Quarts de finale | Quarts de finale |          |        | Demi-finales           | Demi-finales |  |  | Finale | Finale |
|  |                  |                  |          |        |                        |              |  |  |        |        |
|  |                  |                  |          |        |                        |              |  |  |        |        |
|  |                  |                  |          |        |                        |              |  |  |        |        |
|  | Bangladesh       | 1                |          |        |                        |              |  |  |        |        |
|  | Bangladesh       | 1                |          |        |                        |              |  |  |        |        |
|  | Égypte           | 5                |          |        |                        |              |  |  |        |        |
|  | Égypte           | 5                | Malaisie | 5      |                        |              |  |  |        |        |
|  |                  |                  | Malaisie | 5      |                        |              |  |  |        |        |
|  |                  | Égypte           | 0        |        |                        |              |  |  |        |        |
|  | Malaisie         | Égypte           | 0        | 5      |                        |              |  |  |        |        |
|  | Malaisie         |                  |          | 5      |                        |              |  |  |        |        |
|  | Sri Lanka        | 2                |          |        |                        |              |  |  |        |        |
|  | Sri Lanka        | 2                | Malaisie | 2 (5)  |                        |              |  |  |        |        |
|  |                  |                  | Malaisie | 2 (5)  |                        |              |  |  |        |        |
|  |                  | Chine            | 2 (3)    |        |                        |              |  |  |        |        |
|  | Chine            | Chine            | 2 (3)    | 17     |                        |              |  |  |        |        |
|  | Chine            |                  |          | 17     |                        |              |  |  |        |        |
|  | Fidji            | 0                |          |        |                        |              |  |  |        |        |
|  | Fidji            | 0                | Chine    | 5      |                        |              |  |  |        |        |
|  |                  |                  | Chine    | 5      | Match pour la 3e place |              |  |  |        |        |
|  |                  | Oman             | 1        |        |                        |              |  |  |        |        |
|  | Oman             | Oman             | 1        | 4      |                        |              |  |  |        |        |
|  | Oman             |                  |          | 4      |                        |              |  |  |        |        |
|  | Ghana            | 3                |          | Égypte | 5                      |              |  |  |        |        |
|  | Ghana            | 3                |          | Égypte | 5                      |              |  |  |        |        |
|  |                  |                  |          |        |                        |              |  |  | Oman   | 1      |
|  |                  |                  |          |        |                        |              |  |  | Oman   | 1      |

|  | Demi-finales | Demi-finales |            |       | 5e place | 5e place |
|  | Demi-finales | Demi-finales |            |       | 5e place | 5e place |
|  |              |              |            |       |          |          |
|  |              |              |            |       |          |          |
|  |              |              |            |       |          |          |
|  | Bangladesh   | 9            |            |       |          |          |
|  | Bangladesh   | 9            |            |       |          |          |
|  | Sri Lanka    | 0            |            |       |          |          |
|  | Sri Lanka    | 0            | Bangladesh | 3 (4) |          |          |
|  |              |              | Bangladesh | 3 (4) |          |          |
|  |              | Ghana        | 3 (3)      |       |          |          |
|  | Ghana        | Ghana        | 3 (3)      | 11    |          |          |
|  | Ghana        |              |            | 11    |          |          |
|  | Fidji        | 2            |            |       |          |          |
|  | Fidji        | 2            | 7e place   |       |          |          |
|  |              |              |            |       |          |          |
|  |              |              |            |       |          |          |
|  |              |              |            |       |          |          |
|  | Sri Lanka    | 5            |            |       |          |          |
|  | Sri Lanka    | 5            |            |       |          |          |
|  | Fidji        | 3            |            |       |          |          |
|  | Fidji        | 3            |            |       |          |          |

#### Quarts de finale
| 9 mars 2017 | Malaisie                                              | 5 - 2   | Sri Lanka                         |                                       |                                       |
| 09h15       | Ramadan 9e, 22e · Tengku 18e · Aiman 23e · Rashid 29e | (5 - 2) | 14e Karunamunige · 27e Doranegala | Arbitrage : Ali Shahbaz Alfred Akrong | Arbitrage : Ali Shahbaz Alfred Akrong |
| 09h15       | Rapport                                               |         |                                   | Arbitrage : Ali Shahbaz Alfred Akrong | Arbitrage : Ali Shahbaz Alfred Akrong |

|       | Chine | 17 - 0   | Fidji |                                                 |                                                 |
| 11h30 | Du T. 1e, 33e, 35e · Ao Y. 2e · Guo X. 10e, 20e, 42e · Du C. 11e · Guo J. 17e · E W. 21e, 60e · E L. 23e, 51e · Lu F. 28e · Ao S. 30e · E. Wenh 49e · Wo W. 54e | (10 - 0) |       | Arbitrage : Khalil Al Balushi Dayan Dissanayake | Arbitrage : Khalil Al Balushi Dayan Dissanayake |
| 11h30 | Rapport |          |       | Arbitrage : Khalil Al Balushi Dayan Dissanayake | Arbitrage : Khalil Al Balushi Dayan Dissanayake |

|       | Oman                                                        | 4 - 3   | Ghana                        |                                              |                                              |
| 13h45 | Al Lawati 6e · Rajab 17e · Al Shaaibi 34e · Bait Jandal 37e | (2 - 1) | 18e, 49e Botsio · 59e Balagi | Arbitrage : Ilanggo Kanabathu Sherif Elamari | Arbitrage : Ilanggo Kanabathu Sherif Elamari |
| 13h45 | Rapport                                                     |         |                              | Arbitrage : Ilanggo Kanabathu Sherif Elamari | Arbitrage : Ilanggo Kanabathu Sherif Elamari |

|       | Bangladesh   | 1 - 5   | Égypte                                               |                                    |                                    |
| 16h05 | M. Islam 17e | (1 - 3) | 4e Mamdouh · 17e, 49e Sayed · 30e Gamal · 55e Hassan | Arbitrage : Zeke Newman Tao Zhinan | Arbitrage : Zeke Newman Tao Zhinan |
| 16h05 | Rapport      |         |                                                      | Arbitrage : Zeke Newman Tao Zhinan | Arbitrage : Zeke Newman Tao Zhinan |

#### Demi-finales pour la cinquième place
| 11 mars 2017 | Bangladesh                                                                                  | 9 - 0   | Sri Lanka |                                       |                                       |
| 09h15        | Chayan 1e, 24e · M. Hossain 11e, 32e, 59e · M. Islam 46e · A. Hossain 49e, 58e · Mahmud 56e | (3 - 0) |           | Arbitrage : Tao Zhinan Harry Heritage | Arbitrage : Tao Zhinan Harry Heritage |
| 09h15        | Rapport                                                                                     |         |           | Arbitrage : Tao Zhinan Harry Heritage | Arbitrage : Tao Zhinan Harry Heritage |

|       | Ghana | 11 - 2  | Fidji                    |                                                  |                                                  |
| 11h30 | Botsio 6e, 20e, 21e, 22e, 56e · M. Damalie 11e · Baah 17e · Akaba 25e · Balagi 29e · Adjei 32e · Nsalbini 46e | (8 - 1) | 18e Dutta · 43e A. Smith | Arbitrage : Puvalagan Paskaran Dayan Dissanayake | Arbitrage : Puvalagan Paskaran Dayan Dissanayake |
| 11h30 | Rapport |         |                          | Arbitrage : Puvalagan Paskaran Dayan Dissanayake | Arbitrage : Puvalagan Paskaran Dayan Dissanayake |

#### Demi-finales pour la première place
| 11 mars 2017 | Malaisie                                                     | 5 - 0   | Égypte |                                     |                                     |
| 13h45        | Razie 15e · Fitri 25e · Tengku 30e · Shahril 44e · Aiman 49e | (3 - 0) |        | Arbitrage : Ali Shahbaz Zeke Newman | Arbitrage : Ali Shahbaz Zeke Newman |
| 13h45        | Rapport                                                      |         |        | Arbitrage : Ali Shahbaz Zeke Newman | Arbitrage : Ali Shahbaz Zeke Newman |

|       | Chine                                       | 5 - 1   | Oman           |                                              |                                              |
| 16h00 | Du T. 5e, 13e, 40e · Su L. 36e · Guo J. 56e | (2 - 0) | 53e Al Nasseri | Arbitrage : Ilanggo Kanabathu Sherif Elamari | Arbitrage : Ilanggo Kanabathu Sherif Elamari |
| 16h00 | Rapport                                     |         |                | Arbitrage : Ilanggo Kanabathu Sherif Elamari | Arbitrage : Ilanggo Kanabathu Sherif Elamari |

#### Septième et huitième place
| 12 mars 2017 | Sri Lanka                                                                  | 5 - 3   | Fidji                                    |                                       |                                       |
| 09h15        | Nuwarapaksha 10e · Gunawardhana 18e, 29e · Kulathunga 41e · Sudusingha 48e | (3 - 2) | 6e H. Smith · 21e Saqacala · 49e Bentley | Arbitrage : Ali Shahbaz Alfred Akrong | Arbitrage : Ali Shahbaz Alfred Akrong |
| 09h15        | Rapport                                                                    |         |                                          | Arbitrage : Ali Shahbaz Alfred Akrong | Arbitrage : Ali Shahbaz Alfred Akrong |

#### Cinquième et sixième place
| 12 mars 2017 | Bangladesh                                   | 3 - 3             | Ghana                                             |                                                  |                                                  |
| 11h30        | Chayan 19e, 21e · Mahmud 60e                 | (2 - 1)           | 17e Botsio · 43e Akaba · 53e M. Damalie           | Arbitrage : Puvalagan Paskaran Khalil Al Balushi | Arbitrage : Puvalagan Paskaran Khalil Al Balushi |
| 11h30        | Rapport                                      |                   |                                                   | Arbitrage : Puvalagan Paskaran Khalil Al Balushi | Arbitrage : Puvalagan Paskaran Khalil Al Balushi |
| 11h30        | Chayan · Das · Islam · Sarkar · Mahmud · Das | Tirs au but 4 - 3 | Botsio · Akaba · Opoku · Adjei · Nsalbini · Opoku | Arbitrage : Puvalagan Paskaran Khalil Al Balushi | Arbitrage : Puvalagan Paskaran Khalil Al Balushi |

#### Troisième et quatrième place
| 12 mars 2017 | Égypte                                            | 5 - 1   | Oman            |                                          |                                          |
| 13h45        | Ghabran 11e · Mamdouh 13e, 60e · Ibrahim 54e, 59e | (2 - 1) | 21e Bait Jandal | Arbitrage : Ilanggo Kanabathu Tao Zhinan | Arbitrage : Ilanggo Kanabathu Tao Zhinan |
| 13h45        | Rapport                                           |         |                 | Arbitrage : Ilanggo Kanabathu Tao Zhinan | Arbitrage : Ilanggo Kanabathu Tao Zhinan |

#### Finale
| 12 mars 2017 | Malaisie                               | 2 - 2             | Chine                           |                                        |                                        |
| 16h00        | Shahril 46e · Najmi 55e                | (0 - 2)           | 15e Du T. · 22e Su J.           | Arbitrage : Zeke Newman Sherif Elamari | Arbitrage : Zeke Newman Sherif Elamari |
| 16h00        | Rapport                                |                   |                                 | Arbitrage : Zeke Newman Sherif Elamari | Arbitrage : Zeke Newman Sherif Elamari |
| 16h00        | Aiman · Faiz · Marhan · Tengku · Fitri | Tirs au but 5 - 3 | E L. · Ao S. · Guo Z. · Meng D. | Arbitrage : Zeke Newman Sherif Elamari | Arbitrage : Zeke Newman Sherif Elamari |

## Belfast
Toutes les heures correspondent à l'heure d'été du Royaume-Uni (UTC±0)

### Arbitres
Voici les 10 arbitres nommés par la Fédération internationale de hockey sur gazon:
- Malcolm Coombes
- Sébastien Duterme
- Bruce Bale
- Xavier Fenaert
- Lukasz Zwierzchowski
- Oliver Tarnoczi
- Maksym Perepelytsya
- Ian Diamond
- Jamie Hooper
- Antonio Ilgrande

### Premier tour

#### Poule A
| Rang | Équipe   | J | V | N | SO | P | BP | BC | Diff | Pts |
| ---- | -------- | - | - | - | -- | - | -- | -- | ---- | --- |
| 1    | Irlande  | 3 | 2 | 1 | 1  | 0 | 11 | 3  | +8   | 8   |
| 2    | Autriche | 3 | 1 | 2 | 1  | 0 | 6  | 4  | +2   | 6   |
| 3    | Italie   | 3 | 1 | 1 | 0  | 1 | 7  | 4  | +3   | 4   |
| 4    | Ukraine  | 3 | 0 | 0 | 0  | 3 | 6  | 19 | -13  | 0   |

Source: FIH
En cas d'égalité de points de plusieurs équipes à l'issue des matchs de poule, les critères suivants sont appliqués dans l'ordre indiqué pour établir leur classement:
1. Points,
2. Différence de buts,
3. Buts marqués,
4. Face à face.

| 11 mars 2017 | Irlande | 9 - 2   | Ukraine                     |                                        |                                        |
| 15h00        | Duncan 8e · McKee 15e, 26e · O'Donoghue 20e · Cole 26e · Nelson 42e · Harte 54e · M. Bell 58e · Walker 59e | (5 - 1) | 9e Koshelenko · 60e Diachuk | Arbitrage : Xavier Fenaert Ian Diamond | Arbitrage : Xavier Fenaert Ian Diamond |
| 15h00        | Rapport |         |                             | Arbitrage : Xavier Fenaert Ian Diamond | Arbitrage : Xavier Fenaert Ian Diamond |

|       | Autriche                                                                  | 1 - 1             | Italie                                              |                                     |                                     |
| 17h15 | Körper 22e                                                                | (1 - 1)           | 18e Keenan                                          | Arbitrage : Bruce Bale Jamie Hooper | Arbitrage : Bruce Bale Jamie Hooper |
| 17h15 | Rapport                                                                   |                   |                                                     | Arbitrage : Bruce Bale Jamie Hooper | Arbitrage : Bruce Bale Jamie Hooper |
| 17h15 | B. Stanzl · B. Schmidt · Thörnblom · Eitenberger · B. Schmidt · B. Stanzl | Tirs au but 4 - 3 | Dallons · Nunez · Ursone · Keenan · Carta · Dallons | Arbitrage : Bruce Bale Jamie Hooper | Arbitrage : Bruce Bale Jamie Hooper |

| 12 mars 2017 | Irlande                            | 1 - 1             | Autriche                                        |                                            |                                            |
| 15h00        | Nelson 3e                          | (1 - 0)           | 59e Uher                                        | Arbitrage : Sébastien Duterme Jamie Hooper | Arbitrage : Sébastien Duterme Jamie Hooper |
| 15h00        | Rapport                            |                   |                                                 | Arbitrage : Sébastien Duterme Jamie Hooper | Arbitrage : Sébastien Duterme Jamie Hooper |
| 15h00        | Harte · Magee · McKee · O'Donoghue | Tirs au but 4 - 2 | B. Stanzl · B. Schmidt · Fröhlich · Eitenberger | Arbitrage : Sébastien Duterme Jamie Hooper | Arbitrage : Sébastien Duterme Jamie Hooper |

|       | Ukraine                       | 2 - 6   | Italie                                                                        |                                              |                                              |
| 17h15 | Koshelenko 2e · Kalinchuk 46e | (1 - 3) | 13e Keenan · 28e Da Gai · 28e Jua. Montone · 32e Amorosini · 41e, 58e Dallons | Arbitrage : Lukasz Zwierzchowski Ian Diamond | Arbitrage : Lukasz Zwierzchowski Ian Diamond |
| 17h15 | Rapport                       |         |                                                                               | Arbitrage : Lukasz Zwierzchowski Ian Diamond | Arbitrage : Lukasz Zwierzchowski Ian Diamond |

| 14 mars 2017 | Irlande    | 1 - 0   | Italie |                                            |                                            |
| 14h30        | Nelson 25e | (1 - 0) |        | Arbitrage : Sébastien Duterme Jamie Hooper | Arbitrage : Sébastien Duterme Jamie Hooper |
| 14h30        | Rapport    |         |        | Arbitrage : Sébastien Duterme Jamie Hooper | Arbitrage : Sébastien Duterme Jamie Hooper |

|       | Autriche                                      | 4 - 2   | Ukraine                       |                                                 |                                                 |
| 16h45 | R. Bele 10e · Körper 23e, 28e · Thörnblom 24e | (4 - 2) | 13e Kalinchuk · 22e Kovalenko | Arbitrage : Xavier Fenaert Lukasz Zwierzchowski | Arbitrage : Xavier Fenaert Lukasz Zwierzchowski |
| 16h45 | Rapport                                       |         |                               | Arbitrage : Xavier Fenaert Lukasz Zwierzchowski | Arbitrage : Xavier Fenaert Lukasz Zwierzchowski |

#### Poule B
| Rang | Équipe         | J | V | N | SO | P | BP | BC | Diff | Pts |
| ---- | -------------- | - | - | - | -- | - | -- | -- | ---- | --- |
| 1    | France         | 3 | 3 | 0 | 0  | 0 | 7  | 2  | +5   | 9   |
| 2    | Pays de Galles | 3 | 1 | 1 | 1  | 1 | 5  | 4  | +1   | 5   |
| 3    | Écosse         | 3 | 1 | 1 | 0  | 1 | 5  | 6  | -1   | 4   |
| 4    | Pologne        | 3 | 0 | 0 | 0  | 3 | 3  | 8  | -5   | 0   |

Source: FIH
En cas d'égalité de points de plusieurs équipes à l'issue des matchs de poule, les critères suivants sont appliqués dans l'ordre indiqué pour établir leur classement:
1. Points,
2. Différence de buts,
3. Buts marqués,
4. Face à face.

| 11 mars 2017 | France                                            | 3 - 1   | Écosse      |                                               |                                               |
| 10h30        | Martin-Brisac 26e · Charlet 41e · H. Genestet 45e | (1 - 0) | 50e Forsyth | Arbitrage : Sébastien Duterme Oliver Tarnoczi | Arbitrage : Sébastien Duterme Oliver Tarnoczi |
| 10h30        | Rapport                                           |         |             | Arbitrage : Sébastien Duterme Oliver Tarnoczi | Arbitrage : Sébastien Duterme Oliver Tarnoczi |

|       | Pologne          | 1 - 3   | Pays de Galles                            |                                              |                                              |
| 12h45 | Gruszczyński 52e | (0 - 1) | 25e Furlong · 33e Hawker · 53e Shipperley | Arbitrage : Malcolm Coombes Antonio Ilgrande | Arbitrage : Malcolm Coombes Antonio Ilgrande |
| 12h45 | Rapport          |         |                                           | Arbitrage : Malcolm Coombes Antonio Ilgrande | Arbitrage : Malcolm Coombes Antonio Ilgrande |

| 12 mars 2017 | France                                    | 3 - 1   | Pologne        |                                        |                                        |
| 10h30        | Charlet 5e · Rogeau 24e · T. Genestet 45e | (2 - 0) | 46e Bratkowski | Arbitrage : Bruce Bale Oliver Tarnoczi | Arbitrage : Bruce Bale Oliver Tarnoczi |
| 10h30        | Rapport                                   |         |                | Arbitrage : Bruce Bale Oliver Tarnoczi | Arbitrage : Bruce Bale Oliver Tarnoczi |

|       | Écosse                              | 2 - 2             | Pays de Galles                                     |                                                 |                                                 |
| 12h45 | Greaves 4e · Forsyth 8e             | (2 - 1)           | 6e Carless · 52e Furlong                           | Arbitrage : Malcolm Coombes Maksym Perepelytsya | Arbitrage : Malcolm Coombes Maksym Perepelytsya |
| 12h45 | Rapport                             |                   |                                                    | Arbitrage : Malcolm Coombes Maksym Perepelytsya | Arbitrage : Malcolm Coombes Maksym Perepelytsya |
| 12h45 | Marshall · Forsyth · Morton · Byers | Tirs au but 2 - 4 | Prosser · Carson · Brignull · Dolan-Gray · Francis | Arbitrage : Malcolm Coombes Maksym Perepelytsya | Arbitrage : Malcolm Coombes Maksym Perepelytsya |

| 14 mars 2017 | Pologne      | 1 - 2   | Écosse          |                                                  |                                                  |
| 10h00        | Kotulski 33e | (0 - 1) | 2e, 56e Forsyth | Arbitrage : Maksym Perepelytsya Antonio Ilgrande | Arbitrage : Maksym Perepelytsya Antonio Ilgrande |
| 10h00        | Rapport      |         |                 | Arbitrage : Maksym Perepelytsya Antonio Ilgrande | Arbitrage : Maksym Perepelytsya Antonio Ilgrande |

|       | France    | 1 - 0   | Pays de Galles |                                    |                                    |
| 12h15 | Rogeau 9e | (1 - 0) |                | Arbitrage : Bruce Bale Ian Diamond | Arbitrage : Bruce Bale Ian Diamond |
| 12h15 | Rapport   |         |                | Arbitrage : Bruce Bale Ian Diamond | Arbitrage : Bruce Bale Ian Diamond |

### Deuxième tour
|  | Quarts de finale | Quarts de finale |         |        | Demi-finales           | Demi-finales |  |  | Finale         | Finale |
|  | Quarts de finale | Quarts de finale |         |        | Demi-finales           | Demi-finales |  |  | Finale         | Finale |
|  |                  |                  |         |        |                        |              |  |  |                |        |
|  |                  |                  |         |        |                        |              |  |  |                |        |
|  |                  |                  |         |        |                        |              |  |  |                |        |
|  | Irlande          | 5                |         |        |                        |              |  |  |                |        |
|  | Irlande          | 5                |         |        |                        |              |  |  |                |        |
|  | Pologne          | 1                |         |        |                        |              |  |  |                |        |
|  | Pologne          | 1                | Irlande | 3      |                        |              |  |  |                |        |
|  |                  |                  | Irlande | 3      |                        |              |  |  |                |        |
|  |                  | Pays de Galles   | 1       |        |                        |              |  |  |                |        |
|  | Pays de Galles   | Pays de Galles   | 1       | 3      |                        |              |  |  |                |        |
|  | Pays de Galles   |                  |         | 3      |                        |              |  |  |                |        |
|  | Italie           | 0                |         |        |                        |              |  |  |                |        |
|  | Italie           | 0                | Irlande | 1 (4)  |                        |              |  |  |                |        |
|  |                  |                  | Irlande | 1 (4)  |                        |              |  |  |                |        |
|  |                  | France           | 1 (2)   |        |                        |              |  |  |                |        |
|  | France           | France           | 1 (2)   | 11     |                        |              |  |  |                |        |
|  | France           |                  |         | 11     |                        |              |  |  |                |        |
|  | Ukraine          | 2                |         |        |                        |              |  |  |                |        |
|  | Ukraine          | 2                | France  | 2      |                        |              |  |  |                |        |
|  |                  |                  | France  | 2      | Match pour la 3e place |              |  |  |                |        |
|  |                  | Écosse           | 0       |        |                        |              |  |  |                |        |
|  | Autriche         | Écosse           | 0       | 5 (2)  |                        |              |  |  |                |        |
|  | Autriche         |                  |         | 5 (2)  |                        |              |  |  |                |        |
|  | Écosse           | 5 (4)            |         | Écosse | 4                      |              |  |  |                |        |
|  | Écosse           | 5 (4)            |         | Écosse | 4                      |              |  |  |                |        |
|  |                  |                  |         |        |                        |              |  |  | Pays de Galles | 0      |
|  |                  |                  |         |        |                        |              |  |  | Pays de Galles | 0      |

|  | Demi-finales | Demi-finales |          |   | 5e place | 5e place |
|  | Demi-finales | Demi-finales |          |   | 5e place | 5e place |
|  |              |              |          |   |          |          |
|  |              |              |          |   |          |          |
|  |              |              |          |   |          |          |
|  | Pologne      | 2            |          |   |          |          |
|  | Pologne      | 2            |          |   |          |          |
|  | Italie       | 1            |          |   |          |          |
|  | Italie       | 1            | Pologne  | 1 |          |          |
|  |              |              | Pologne  | 1 |          |          |
|  |              | Autriche     | 2        |   |          |          |
|  | Autriche     | Autriche     | 2        | 6 |          |          |
|  | Autriche     |              |          | 6 |          |          |
|  | Ukraine      | 1            |          |   |          |          |
|  | Ukraine      | 1            | 7e place |   |          |          |
|  |              |              |          |   |          |          |
|  |              |              |          |   |          |          |
|  |              |              |          |   |          |          |
|  | Ukraine      | 2            |          |   |          |          |
|  | Ukraine      | 2            |          |   |          |          |
|  | Italie       | 4            |          |   |          |          |
|  | Italie       | 4            |          |   |          |          |

#### Quarts de finale
| 16 mars 2017 | France | 11 - 2  | Ukraine                          |                                        |                                        |
| 10h00        | Tynevez 9e, 60e · T. Genestet 12e · Masson 15e, 45e · Rogeau 19e, 57e · Deront 22e · Van Straaten 41e · Kieffer 54e · Lockwood 55e | (5 - 0) | 50e Koshelenko · 56e Mazurkevych | Arbitrage : Bruce Bale Oliver Tarnoczi | Arbitrage : Bruce Bale Oliver Tarnoczi |
| 10h00        | Rapport |         |                                  | Arbitrage : Bruce Bale Oliver Tarnoczi | Arbitrage : Bruce Bale Oliver Tarnoczi |

|       | Pays de Galles                    | 3 - 0   | Italie |                                                   |                                                   |
| 12h15 | Furlong 15e, 21e · Shipperley 43e | (2 - 0) |        | Arbitrage : Sébastien Duterme Maksym Perepelytsya | Arbitrage : Sébastien Duterme Maksym Perepelytsya |
| 12h15 | Rapport                           |         |        | Arbitrage : Sébastien Duterme Maksym Perepelytsya | Arbitrage : Sébastien Duterme Maksym Perepelytsya |

|       | Autriche                                        | 5 - 5             | Écosse                                          |                                            |                                            |
| 14h30 | A. Bele 2e · Uher 18e, 32e, 60e · B. Stanzl 40e | (2 - 2)           | 9e, 22e, 43e Forsyth · 34e Greaves · 59e Morton | Arbitrage : Malcolm Coombes Xavier Fenaert | Arbitrage : Malcolm Coombes Xavier Fenaert |
| 14h30 | Rapport                                         |                   |                                                 | Arbitrage : Malcolm Coombes Xavier Fenaert | Arbitrage : Malcolm Coombes Xavier Fenaert |
| 14h30 | B. Stanzl · Eitenberger · Fröhlich · Thörnblom  | Tirs au but 2 - 4 | Forsyth · Wong · Morton · Byers                 | Arbitrage : Malcolm Coombes Xavier Fenaert | Arbitrage : Malcolm Coombes Xavier Fenaert |

|       | Irlande                                          | 5 - 1   | Pologne   |                                          |                                          |
| 16h45 | McKee 20e, 58e · Magee 21e · O'Donoghue 26e, 34e | (3 - 0) | 51e Bulka | Arbitrage : Ian Diamond Antonio Ilgrande | Arbitrage : Ian Diamond Antonio Ilgrande |
| 16h45 | Rapport                                          |         |           | Arbitrage : Ian Diamond Antonio Ilgrande | Arbitrage : Ian Diamond Antonio Ilgrande |

#### Demi-finales pour la cinquième place
| 18 mars 2017 | Autriche                                                       | 6 - 1   | Ukraine        |                                                 |                                                 |
| 10h00        | Körper 21e, 25e, 54e · P. Schmidt 29e · Uher 37e · A. Bele 43e | (3 - 1) | 18e Koshelenko | Arbitrage : Xavier Fenaert Lukasz Zwierzchowski | Arbitrage : Xavier Fenaert Lukasz Zwierzchowski |
| 10h00        | Rapport                                                        |         |                | Arbitrage : Xavier Fenaert Lukasz Zwierzchowski | Arbitrage : Xavier Fenaert Lukasz Zwierzchowski |

|       | Pologne                | 2 - 1   | Italie          |                                              |                                              |
| 12h15 | Pawlak 8e · Hulbój 39e | (1 - 1) | 9e Jua. Montone | Arbitrage : Maksym Perepelytsya Jamie Hooper | Arbitrage : Maksym Perepelytsya Jamie Hooper |
| 12h15 | Rapport                |         |                 | Arbitrage : Maksym Perepelytsya Jamie Hooper | Arbitrage : Maksym Perepelytsya Jamie Hooper |

#### Demi-finales pour la première place
| 18 mars 2017 | Irlande                                   | 3 - 1   | Pays de Galles |                                    |                                    |
| 14h30        | O'Donoghue 18e · Walker 25e · Glassey 48e | (2 - 1) | 11e Furlong    | Arbitrage : Bruce Bale Ian Diamond | Arbitrage : Bruce Bale Ian Diamond |
| 14h30        | Rapport                                   |         |                | Arbitrage : Bruce Bale Ian Diamond | Arbitrage : Bruce Bale Ian Diamond |

|       | France                         | 2 - 0   | Écosse |                                                |                                                |
| 16h45 | Van Straaten 15e · Charlet 22e | (2 - 0) |        | Arbitrage : Sébastien Duterme Antonio Ilgrande | Arbitrage : Sébastien Duterme Antonio Ilgrande |
| 16h45 | Rapport                        |         |        | Arbitrage : Sébastien Duterme Antonio Ilgrande | Arbitrage : Sébastien Duterme Antonio Ilgrande |

#### Septième et huitième place
| 19 mars 2017 | Ukraine                       | 2 - 4   | Italie                                   |                                                  |                                                  |
| 10h00        | Koshelenko 6e · Onofriiuk 14e | (2 - 4) | 6e, 9e Keenan · 15e Ursone · 22e Dallons | Arbitrage : Lukasz Zwierzchowski Oliver Tarnoczi | Arbitrage : Lukasz Zwierzchowski Oliver Tarnoczi |
| 10h00        | Rapport                       |         |                                          | Arbitrage : Lukasz Zwierzchowski Oliver Tarnoczi | Arbitrage : Lukasz Zwierzchowski Oliver Tarnoczi |

#### Cinquième et sixième place
| 19 mars 2017 | Pologne    | 1 - 2   | Autriche       |                                                 |                                                 |
| 12h15        | Hulbój 18e | (1 - 2) | 3e, 18e Körper | Arbitrage : Malcolm Coombes Maksym Perepelytsya | Arbitrage : Malcolm Coombes Maksym Perepelytsya |
| 12h15        | Rapport    |         |                | Arbitrage : Malcolm Coombes Maksym Perepelytsya | Arbitrage : Malcolm Coombes Maksym Perepelytsya |

#### Troisième et quatrième place
| 19 mars 2017 | Écosse                                    | 4 - 0   | Pays de Galles |                                              |                                              |
| 14h30        | Adams 23e, 54e · Byers 42e · Cosgrove 55e | (1 - 0) |                | Arbitrage : Sébastien Duterme Xavier Fenaert | Arbitrage : Sébastien Duterme Xavier Fenaert |
| 14h30        | Rapport                                   |         |                | Arbitrage : Sébastien Duterme Xavier Fenaert | Arbitrage : Sébastien Duterme Xavier Fenaert |

#### Finale
| 19 mars 2017 | Irlande                                   | 1 - 1             | France                                    |                                         |                                         |
| 16h45        | O'Donoghue 52e                            | (0 - 1)           | 30e Charlet                               | Arbitrage : Bruce Bale Antonio Ilgrande | Arbitrage : Bruce Bale Antonio Ilgrande |
| 16h45        | Rapport                                   |                   |                                           | Arbitrage : Bruce Bale Antonio Ilgrande | Arbitrage : Bruce Bale Antonio Ilgrande |
| 16h45        | Harte · Magee · Cole · O'Donoghue · McKee | Tirs au but 4 - 2 | Lockwood · T. Genestet · Forgues · Deront | Arbitrage : Bruce Bale Antonio Ilgrande | Arbitrage : Bruce Bale Antonio Ilgrande |

## Tacarigua
Toutes les heures correspondent à l'Heure normale de l'Atlantique (UTC-4)

### Arbitres
Voici les 10 arbitres nommés par la Fédération internationale de hockey sur gazon:
- Donny Gobinsingh
- Andres Ledesma
- Tyler Klenk
- Michihiko Watanabe
- Dimitry Zhabin
- Guillermo Poblete
- Lance Sarabia
- Chahir Panschiri
- Federico Garcia
- Shane Lewis

### Premier tour

#### Poule A
| Rang | Équipe     | J | V | N | SO | P | BP | BC | Diff | Pts |
| ---- | ---------- | - | - | - | -- | - | -- | -- | ---- | --- |
| 1    | Canada     | 3 | 3 | 0 | 0  | 0 | 19 | 3  | +16  | 9   |
| 2    | États-Unis | 3 | 1 | 1 | 1  | 1 | 11 | 7  | +4   | 5   |
| 3    | Chili      | 3 | 1 | 1 | 0  | 1 | 5  | 8  | -3   | 4   |
| 4    | Barbade    | 3 | 0 | 0 | 0  | 3 | 2  | 19 | -17  | 0   |

Source: FIH
En cas d'égalité de points de plusieurs équipes à l'issue des matchs de poule, les critères suivants sont appliqués dans l'ordre indiqué pour établir leur classement:
1. Points,
2. Différence de buts,
3. Buts marqués,
4. Face à face.

| 25 mars 2017 | Canada                                                  | 4 - 2   | États-Unis             |                                              |                                              |
| 13h15        | Pereira 10e · Ho-Garcia 19e · Tupper 44e · Johnston 55e | (2 - 0) | 46e Holt · 55e Van Dam | Arbitrage : Chahir Panschiri Federico Garcia | Arbitrage : Chahir Panschiri Federico Garcia |
| 13h15        | Rapport                                                 |         |                        | Arbitrage : Chahir Panschiri Federico Garcia | Arbitrage : Chahir Panschiri Federico Garcia |

|       | Chili                     | 2 - 1   | Barbade    |                                               |                                               |
| 15h30 | Ordóñez 10e · Achondo 46e | (1 - 0) | 42e Rudder | Arbitrage : Michihiko Watanabe Dimitry Zhabin | Arbitrage : Michihiko Watanabe Dimitry Zhabin |
| 15h30 | Rapport                   |         |            | Arbitrage : Michihiko Watanabe Dimitry Zhabin | Arbitrage : Michihiko Watanabe Dimitry Zhabin |

| 26 mars 2017 | États-Unis                                                                           | 7 - 1   | Barbade    |                                               |                                               |
| 13h15        | Harris 10e, 50e · Sundeen 11e · Holt 20e · Kaeppeler 28e · Molcsan 39e · Khokhar 57e | (4 - 0) | 53e Warner | Arbitrage : Michihiko Watanabe Dimitry Zhabin | Arbitrage : Michihiko Watanabe Dimitry Zhabin |
| 13h15        | Rapport                                                                              |         |            | Arbitrage : Michihiko Watanabe Dimitry Zhabin | Arbitrage : Michihiko Watanabe Dimitry Zhabin |

|       | Canada                                                     | 5 - 1   | Chili    |                                               |                                               |
| 15h30 | Pearson 40e, 44e · Johnston 41e · Pereira 47e · Tupper 50e | (0 - 0) | 32e Renz | Arbitrage : Donny Gobinsingh Chahir Panschiri | Arbitrage : Donny Gobinsingh Chahir Panschiri |
| 15h30 | Rapport                                                    |         |          | Arbitrage : Donny Gobinsingh Chahir Panschiri | Arbitrage : Donny Gobinsingh Chahir Panschiri |

| 28 mars 2017 | Chili                                  | 2 - 2             | États-Unis               |                                              |                                              |
| 15h30        | Martín 21e · Amoroso 32e               | (2 - 0)           | 45e Singh · 46e Holt     | Arbitrage : Donny Gobinsingh Federico Garcia | Arbitrage : Donny Gobinsingh Federico Garcia |
| 15h30        | Rapport                                |                   |                          | Arbitrage : Donny Gobinsingh Federico Garcia | Arbitrage : Donny Gobinsingh Federico Garcia |
| 15h30        | Achondo · Rodríguez · Martín · Purcell | Tirs au but 0 - 2 | Harris · Singh · Dhadwal | Arbitrage : Donny Gobinsingh Federico Garcia | Arbitrage : Donny Gobinsingh Federico Garcia |

|       | Canada                                                                                        | 10 - 0  | Barbade |                                                 |                                                 |
| 17h45 | Ho-Garcia (2x)3e, 20e · Johnston 13e, 38e, 39e · Curran 15e · Sarmento 29e · Pearson 45e, 50e | (6 - 0) |         | Arbitrage : Michihiko Watanabe Chahir Panschiri | Arbitrage : Michihiko Watanabe Chahir Panschiri |
| 17h45 | Rapport                                                                                       |         |         | Arbitrage : Michihiko Watanabe Chahir Panschiri | Arbitrage : Michihiko Watanabe Chahir Panschiri |

#### Poule B
| Rang | Équipe            | J | V | N | SO | P | BP | BC | Diff | Pts |
| ---- | ----------------- | - | - | - | -- | - | -- | -- | ---- | --- |
| 1    | Japon             | 3 | 3 | 0 | 0  | 0 | 11 | 2  | +9   | 9   |
| 2    | Russie            | 3 | 2 | 0 | 0  | 1 | 8  | 5  | +3   | 6   |
| 3    | Trinité-et-Tobago | 3 | 1 | 0 | 0  | 2 | 8  | 10 | -2   | 3   |
| 4    | Suisse            | 3 | 0 | 0 | 0  | 3 | 3  | 13 | -10  | 0   |

Source: FIH
En cas d'égalité de points de plusieurs équipes à l'issue des matchs de poule, les critères suivants sont appliqués dans l'ordre indiqué pour établir leur classement:
1. Points,
2. Différence de buts,
3. Buts marqués,
4. Face à face.

| 25 mars 2017 | Japon                   | 3 - 0   | Suisse |                                           |                                           |
| 17h45        | Ke. Tanaka 3e, 15e, 34e | (2 - 0) |        | Arbitrage : Guillermo Poblete Shane Lewis | Arbitrage : Guillermo Poblete Shane Lewis |
| 17h45        | Rapport                 |         |        | Arbitrage : Guillermo Poblete Shane Lewis | Arbitrage : Guillermo Poblete Shane Lewis |

|       | Trinité-et-Tobago | 1 - 3   | Russie                                          |                                        |                                        |
| 20h00 | James 3e          | (1 - 1) | 28e Kornilov · 37e Shchipachev · 58e Khairullin | Arbitrage : Andres Ledesma Tyler Klenk | Arbitrage : Andres Ledesma Tyler Klenk |
| 20h00 | Rapport           |         |                                                 | Arbitrage : Andres Ledesma Tyler Klenk | Arbitrage : Andres Ledesma Tyler Klenk |

| 26 mars 2017 | Japon                            | 3 - 1   | Russie         |                                          |                                          |
| 17h45        | Ke. Tanaka 14e, 15e · Fukuda 22e | (3 - 0) | 54e Skiperskiy | Arbitrage : Andres Ledesma Lance Sarabia | Arbitrage : Andres Ledesma Lance Sarabia |
| 17h45        | Rapport                          |         |                | Arbitrage : Andres Ledesma Lance Sarabia | Arbitrage : Andres Ledesma Lance Sarabia |

|       | Trinité-et-Tobago                                                       | 6 - 2   | Suisse                |                                         |                                         |
| 20h00 | Mouttet 8e · James 26e · Browne 27e, 28e · Ta. Marcano 37e · Daniel 59e | (4 - 1) | 5e Hödle · 50e Müller | Arbitrage : Federico Garcia Shane Lewis | Arbitrage : Federico Garcia Shane Lewis |
| 20h00 | Rapport                                                                 |         |                       | Arbitrage : Federico Garcia Shane Lewis | Arbitrage : Federico Garcia Shane Lewis |

| 28 mars 2017 | Russie                                             | 4 - 1   | Suisse    |                                             |                                             |
| 13h15        | Yankun 28e, 45e · Shchipachev 31e · Matkovskiy 35e | (1 - 0) | 44e Hödle | Arbitrage : Guillermo Poblete Lance Sarabia | Arbitrage : Guillermo Poblete Lance Sarabia |
| 13h15        | Rapport                                            |         |           | Arbitrage : Guillermo Poblete Lance Sarabia | Arbitrage : Guillermo Poblete Lance Sarabia |

|       | Trinité-et-Tobago | 1 - 5   | Japon                                                         |                                        |                                        |
| 20h00 | Ta. Marcano 49e   | (0 - 3) | 6e, 21e Fukuda · 30e Ke. Tanaka · 52e Yamada · 58e Ka. Tanaka | Arbitrage : Andres Ledesma Tyler Klenk | Arbitrage : Andres Ledesma Tyler Klenk |
| 20h00 | Rapport           |         |                                                               | Arbitrage : Andres Ledesma Tyler Klenk | Arbitrage : Andres Ledesma Tyler Klenk |

### Deuxième tour
|  | Quarts de finale  | Quarts de finale |        |        | Demi-finales           | Demi-finales |  |  | Finale     | Finale |
|  | Quarts de finale  | Quarts de finale |        |        | Demi-finales           | Demi-finales |  |  | Finale     | Finale |
|  |                   |                  |        |        |                        |              |  |  |            |        |
|  |                   |                  |        |        |                        |              |  |  |            |        |
|  |                   |                  |        |        |                        |              |  |  |            |        |
|  | Trinité-et-Tobago | 2 (2)            |        |        |                        |              |  |  |            |        |
|  | Trinité-et-Tobago | 2 (2)            |        |        |                        |              |  |  |            |        |
|  | États-Unis        | 2 (3)            |        |        |                        |              |  |  |            |        |
|  | États-Unis        | 2 (3)            | Japon  | 2      |                        |              |  |  |            |        |
|  |                   |                  | Japon  | 2      |                        |              |  |  |            |        |
|  |                   | États-Unis       | 0      |        |                        |              |  |  |            |        |
|  | Japon             | États-Unis       | 0      | 5      |                        |              |  |  |            |        |
|  | Japon             |                  |        | 5      |                        |              |  |  |            |        |
|  | Barbade           | 0                |        |        |                        |              |  |  |            |        |
|  | Barbade           | 0                | Canada | 1      |                        |              |  |  |            |        |
|  |                   |                  | Canada | 1      |                        |              |  |  |            |        |
|  |                   | Japon            | 2      |        |                        |              |  |  |            |        |
|  | Canada            | Japon            | 2      | 2      |                        |              |  |  |            |        |
|  | Canada            |                  |        | 2      |                        |              |  |  |            |        |
|  | Suisse            | 1                |        |        |                        |              |  |  |            |        |
|  | Suisse            | 1                | Canada | 4      |                        |              |  |  |            |        |
|  |                   |                  | Canada | 4      | Match pour la 3e place |              |  |  |            |        |
|  |                   | Russie           | 1      |        |                        |              |  |  |            |        |
|  | Russie            | Russie           | 1      | 4      |                        |              |  |  |            |        |
|  | Russie            |                  |        | 4      |                        |              |  |  |            |        |
|  | Chili             | 2                |        | Russie | 2 (1)                  |              |  |  |            |        |
|  | Chili             | 2                |        | Russie | 2 (1)                  |              |  |  |            |        |
|  |                   |                  |        |        |                        |              |  |  | États-Unis | 2 (2)  |
|  |                   |                  |        |        |                        |              |  |  | États-Unis | 2 (2)  |

|  | Demi-finales      | Demi-finales |                   |   | 5e place | 5e place |
|  | Demi-finales      | Demi-finales |                   |   | 5e place | 5e place |
|  |                   |              |                   |   |          |          |
|  |                   |              |                   |   |          |          |
|  |                   |              |                   |   |          |          |
|  | Trinité-et-Tobago | 3            |                   |   |          |          |
|  | Trinité-et-Tobago | 3            |                   |   |          |          |
|  | Barbade           | 1            |                   |   |          |          |
|  | Barbade           | 1            | Trinité-et-Tobago | 4 |          |          |
|  |                   |              | Trinité-et-Tobago | 4 |          |          |
|  |                   | Suisse       | 3                 |   |          |          |
|  | Chili             | Suisse       | 3                 | 2 |          |          |
|  | Chili             |              |                   | 2 |          |          |
|  | Suisse            | 4            |                   |   |          |          |
|  | Suisse            | 4            | 7e place          |   |          |          |
|  |                   |              |                   |   |          |          |
|  |                   |              |                   |   |          |          |
|  |                   |              |                   |   |          |          |
|  | Chili             | 0 (3)        |                   |   |          |          |
|  | Chili             | 0 (3)        |                   |   |          |          |
|  | Barbade           | 0 (1)        |                   |   |          |          |
|  | Barbade           | 0 (1)        |                   |   |          |          |

#### Quarts de finale
| 30 mars 2017 | Canada          | 2 - 1   | Suisse      |                                             |                                             |
| 13h30        | Tupper 38e, 54e | (0 - 0) | 41e Steffen | Arbitrage : Donny Gobinsingh Dimitry Zhabin | Arbitrage : Donny Gobinsingh Dimitry Zhabin |
| 13h30        | Rapport         |         |             | Arbitrage : Donny Gobinsingh Dimitry Zhabin | Arbitrage : Donny Gobinsingh Dimitry Zhabin |

|       | Russie                                                      | 4 - 2   | Chili                    |                                            |                                            |
| 15h30 | Karaev 8e · Khairullin 19e · Korolev 26e · Zamalutdinov 32e | (3 - 0) | 56e Ovalle · 60e Purcell | Arbitrage : Michihiko Watanabe Shane Lewis | Arbitrage : Michihiko Watanabe Shane Lewis |
| 15h30 | Rapport                                                     |         |                          | Arbitrage : Michihiko Watanabe Shane Lewis | Arbitrage : Michihiko Watanabe Shane Lewis |

|       | Japon                                                                 | 5 - 0   | Barbade |                                             |                                             |
| 17h45 | Ke. Tanaka 1e · S. Tanaka 10e · Yamada 24e · Zendana 37e · Fukuda 53e | (3 - 0) |         | Arbitrage : Guillermo Poblete Lance Sarabia | Arbitrage : Guillermo Poblete Lance Sarabia |
| 17h45 | Rapport                                                               |         |         | Arbitrage : Guillermo Poblete Lance Sarabia | Arbitrage : Guillermo Poblete Lance Sarabia |

|       | Trinité-et-Tobago                                   | 2 - 2             | États-Unis                                |                                            |                                            |
| 20h00 | Pierre 23e · Francis 43e                            | (1 - 0)           | 44e Barminski · 59e Harris                | Arbitrage : Andres Ledesma Federico Garcia | Arbitrage : Andres Ledesma Federico Garcia |
| 20h00 | Rapport                                             |                   |                                           | Arbitrage : Andres Ledesma Federico Garcia | Arbitrage : Andres Ledesma Federico Garcia |
| 20h00 | Te. Marcano · Ta. Marcano · Pierre · Daniel · Brown | Tirs au but 2 - 3 | Harris · Singh · Dhadwal · Holt · Sundeen | Arbitrage : Andres Ledesma Federico Garcia | Arbitrage : Andres Ledesma Federico Garcia |

#### Demi-finales pour la cinquième place
| 1er avril 2017 | Chili                   | 2 - 4   | Suisse                                             |                                            |                                            |
| 13h15          | Lagos 10e · Purcell 18e | (2 - 2) | 5e Appel · 30e Greder · 34e Morard · 52e Schneider | Arbitrage : Donny Gobinsingh Lance Sarabia | Arbitrage : Donny Gobinsingh Lance Sarabia |
| 13h15          | Rapport                 |         |                                                    | Arbitrage : Donny Gobinsingh Lance Sarabia | Arbitrage : Donny Gobinsingh Lance Sarabia |

|       | Trinité-et-Tobago         | 3 - 1   | Barbade    |                                             |                                             |
| 15h30 | Te. Marcano 20e, 42e, 60e | (1 - 0) | 59e Rudder | Arbitrage : Dimitry Zhabin Chahir Panschiri | Arbitrage : Dimitry Zhabin Chahir Panschiri |
| 15h30 | Rapport                   |         |            | Arbitrage : Dimitry Zhabin Chahir Panschiri | Arbitrage : Dimitry Zhabin Chahir Panschiri |

#### Demi-finales pour la première place
| 1er avril 2017 | Canada                             | 4 - 1   | Russie         |                                                |                                                |
| 17h45          | Pearson 20e, 48e · Tupper 26e, 29e | (3 - 1) | 11e Khairullin | Arbitrage : Michihiko Watanabe Federico Garcia | Arbitrage : Michihiko Watanabe Federico Garcia |
| 17h45          | Rapport                            |         |                | Arbitrage : Michihiko Watanabe Federico Garcia | Arbitrage : Michihiko Watanabe Federico Garcia |

|       | Japon                           | 2 - 0   | États-Unis |                                        |                                        |
| 20h00 | Ke. Tanaka 34e · Ka. Tanaka 60e | (0 - 0) |            | Arbitrage : Andres Ledesma Tyler Klenk | Arbitrage : Andres Ledesma Tyler Klenk |
| 20h00 | Rapport                         |         |            | Arbitrage : Andres Ledesma Tyler Klenk | Arbitrage : Andres Ledesma Tyler Klenk |

#### Septième et huitième place
| 2 avril 2017 | Chili                                  | 0 - 0             | Barbade                            |                                            |                                            |
| 13h15        |                                        | (0 - 0)           |                                    | Arbitrage : Lance Sarabia Chahir Panschiri | Arbitrage : Lance Sarabia Chahir Panschiri |
| 13h15        | Rapport                                |                   |                                    | Arbitrage : Lance Sarabia Chahir Panschiri | Arbitrage : Lance Sarabia Chahir Panschiri |
| 13h15        | Martín · Rodríguez · Becerra · Richter | Tirs au but 3 - 1 | Rudder · Holder · Warber · Caitlin | Arbitrage : Lance Sarabia Chahir Panschiri | Arbitrage : Lance Sarabia Chahir Panschiri |

#### Cinquième et sixième place
| 2 avril 2017 | Trinité-et-Tobago                               | 4 - 3   | Suisse                               |                                     |                                     |
| 15h30        | Reynos 10e · Te. Marcano 43e, 51e · Mouttet 45e | (1 - 2) | 16e Michel · 21e Stomps · 58e Feller | Arbitrage : Tyler Klenk Shane Lewis | Arbitrage : Tyler Klenk Shane Lewis |
| 15h30        | Rapport                                         |         |                                      | Arbitrage : Tyler Klenk Shane Lewis | Arbitrage : Tyler Klenk Shane Lewis |

#### Troisième et quatrième place
| 2 avril 2017 | Russie                                                       | 2 - 2             | États-Unis                      |                                               |                                               |
| 17h45        | Yankun 34e · Kuraev 54e                                      | (0 - 0)           | 45e Harris · 47e Sundeen        | Arbitrage : Andres Ledesma Michihiko Watanabe | Arbitrage : Andres Ledesma Michihiko Watanabe |
| 17h45        | Rapport                                                      |                   |                                 | Arbitrage : Andres Ledesma Michihiko Watanabe | Arbitrage : Andres Ledesma Michihiko Watanabe |
| 17h45        | Kornilov · Zamalutdinov · Khairullin · Proskuriakov · Yahkun | Tirs au but 1 - 2 | Harris · Singh · Dhadwal · Holt | Arbitrage : Andres Ledesma Michihiko Watanabe | Arbitrage : Andres Ledesma Michihiko Watanabe |

#### Finale
| 2 avril 2017 | Canada     | 1 - 2   | Japon                      |                                            |                                            |
| 20h00        | Tupper 31e | (0 - 0) | 35e Ke. Tanaka · 40e Saski | Arbitrage : Dimitry Zhabin Federico Garcia | Arbitrage : Dimitry Zhabin Federico Garcia |
| 20h00        | Rapport    |         |                            | Arbitrage : Dimitry Zhabin Federico Garcia | Arbitrage : Dimitry Zhabin Federico Garcia |

## Classements finaux
Qualification pour les demi-finales.
| Rang | Dacca      | Belfast        | Tacarigua         |
| ---- | ---------- | -------------- | ----------------- |
| 1    | Malaisie   | Irlande        | Japon             |
| 2    | Chine      | France         | Canada            |
| 3    | Égypte     | Écosse         | États-Unis        |
| 4    | Oman       | Pays de Galles | Russie            |
| 5    | Bangladesh | Autriche       | Trinité-et-Tobago |
| 6    | Ghana      | Pologne        | Suisse            |
| 7    | Sri Lanka  | Italie         | Chili             |
| 8    | Fidji      | Ukraine        | Barbade           |

 Qualifiés par la Ligue mondiale de hockey sur gazon
 Qualifiés en tant que troisièmes mieux classés au classement mondial

## Buteurs
La liste des buteurs suivante comprend les joueurs des trois événements.
402 buts ont été inscrits en 72 rencontres soit une moyenne de 5.58 buts par match.
| 13 buts - Johnny Botsio 10 buts - Du Talake 9 buts - Kenta Tanaka 8 buts - Michael Körper 7 buts - Mamunur-Rahman Chayan - Scott Tupper - Shahril Saabah - Alan Forsyth 6 buts - Mark Pearson - Mohammed Bait Jandal 5 buts - Shane O'Donoghue - Teague Marcano - Gordon Johnston - Tengku Tajuddin - Aiman Rozemi - Mahmoud Mamdouh - Dominic Uher - Andrii Koshelenko - Gareth Furlong 4 buts - John McKee - Rashel Mahmud - Gabriel Ho-Garcia - Fitri Saari - Razie Rahim - Kentaro Fukuda - Blaise Rogeau - Victor Charlet - Guo Xiaoping - E Wenlong - Guo Jin - Pat Harris - Thomas Keenan 3 buts - Matthew Nelson - Milon Hossain - Rashid Baharom - E Liguang - Amr Sayed - Houssam Ghobran - Marat Khairullin - Nikolay Yankun - William Holt - Jan Hödle - Julien Dallons - Elikel Akaba - Michael Baiden 2 buts - Benjamin Walker - Mainul Islam | - Arshad Hossain - Kwan Browne - Stefan Mouttet - Marcus James - Tariq Marcano - Keegan Pereira - Ramadan Rosli - Shota Yamada - Kaito Tanaka - Pieter van Straaten - Tom Genestet - Charles Masson - Etienne Tynevez - Ao Suozhu - Su Lixing - Du Chen - Guo Zixiang - Mateusz Hulboj - Amr Ibrahim - Mohamed Hassan - Ahmed Elnaggar - Alexander Bele - Andrey Kuraev - Denis Shchipachev - Vitalii Kalinchuk - Juan Purcell - Wei Adams - Edward Greaves - Tyler Sundeen - Ashraf Al Nasseri - Basim Khatar Rajab - Mohammed Al Lawati - Rupert Shipperley - Godsways Balagi - Matthew Damalie - Ishanka Doranegala - Amila Nuwarapaksha - Shamika Gunawardhana - Rajith Kulathunga - Leevan Dutta - Akeem Rudder 1 but - Matthew Bell - Eugene Magee - Neal Glassey - Conor Harte - Jeremy Duncan - Lee Cole | - Roman Sarkar - Ashraful Islam - Mickell Pierre - Shaquille Daniel - Jordan Reynos - Dylan Francis - Matthew Sarmento - Taylor Curran - Marhan Jalil - Najmi Jazlan - Seren Tanaka - Takuro Sasaki - Hirotaka Zendana - Jean-Laurent Kieffer - Hugo Genestet - Simon Martin-Brisac - Viktor Lockwood - Guillaume Deront - E Wenhui - Ao Yang - Wo Wei - Lu Fenghui - Su Jun - Dominik Kotulski - Patryk Bulka - Robert Gruszczynski - Patryk Pawlak - Pawel Bratkowski - Ahmed Gamal - Mohamed Adel - Patrick Schmidt - Benjamin Stanzl - Robert Bele - Leon Thörnblom - Alexander Skiperskiy - Ilfat Zamalutdinov - Semen Matkovskiy - Anton Kornilov - Alexander Korolev - Sergii Diachuk - Artur Mazurkevych - Maksym Onofriiuk - Bohdan Kovalenko - Juan Amoroso - Diego Ordoñez - Fernando Renz - Ricardo Achondo | - Vicente Martin - Andres Ovalle - Carlos Lagos - Lee Morton - Ben Cosgrove - Gavin Byers - Michael Barminski Jr - Ruben van Dam - Nick Molcsan - Amardeep Khokhar - Paul Singh - Aki Kaeppeler - Patrick Müller - Nicholas Steffen - Marco Michel - Florian Feller - Boris Stomps - Jonathan Appel - Sebastian Schneider - Martin Greder - Muhanna Al Hasani - Qasim Al Shibli - Shafi Al Shatari - Khalid Al Shaaibi - Khalid Al Batashi - Benjamin Carless - Luke Hawker - Gonzalo Ursone - Luca da Gai - Julian Montone - Juan Montone - Mattia Amorosini - Salya Nsalbini - Richard Adjei - Shadrack Baah - Pushpa Hendeniya - Mohamed Mulafar - Sandaruwan Sudusinghe - Nalantha Karunamunige - Abeetha Fernando - Anuradha Rathnayake - Rik Bentley - James Saqacala - Hector Jnr Smith - Adrian Smith - Jerome Edwards - Che Warner |